# نورمن بروکس
 نورمن بروکس (انگلیسی: Norman Brookes؛ زاده ۱۴ نوامبر ۱۸۷۷ درگذشته ۲۸ سپتامبر ۱۹۶۸) یک تنیس‌باز اهل بریتانیا بود.
وی همچنین برنده جوایزی همچون لژیون دونور شده است.